# Grünstädtel
Grünstädtel ist ein Ortsteil der Stadt Schwarzenberg im sächsischen Erzgebirge.

## Geographie

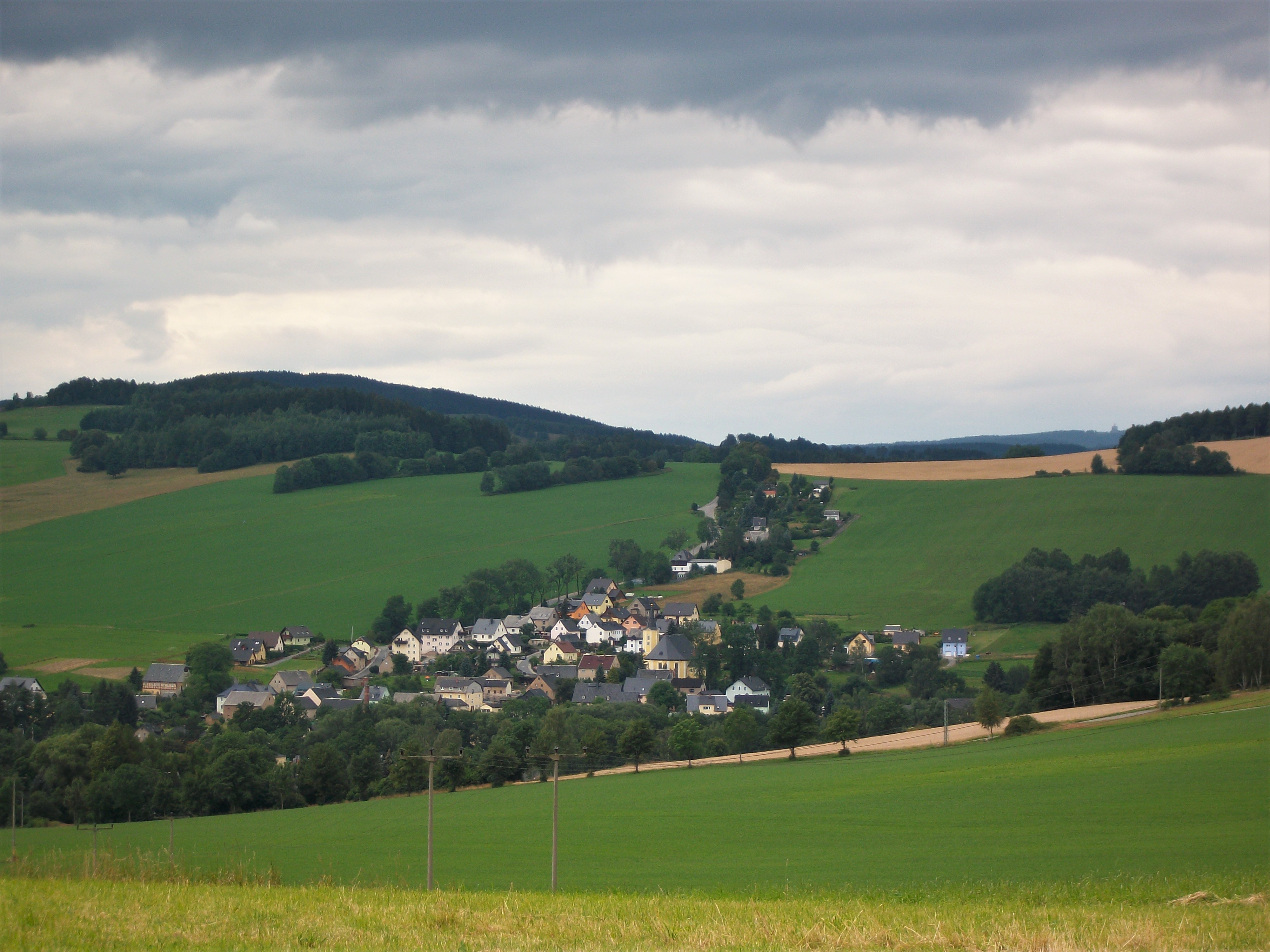
Blick vom Emmlerweg nach Grünstädtel

### Geographische Lage
Grünstädtel liegt 2,6 km ostsüdöstlich des Schwarzenberger Ortskerns und grenzt im Osten unmittelbar an die Gemeinde Raschau-Markersbach. Die Ortsflur wird im Nordosten durch die Große Mittweida und im Osten teilweise durch das Pöhlwasser begrenzt. Aufgrund seiner geographischen Lage östlich des Schwarzwassers wird Grünstädtel heute zum Naturraum Mittleres Erzgebirge gezählt.

### Nachbarorte
| Schwarzenberg/Erzgeb. Stadtteil Vorstadt/Bärenackerweg | Wildenau/Brückenberg                        |         |
| Erla                                                   | Kompassrose, die auf Nachbargemeinden zeigt | Raschau |
| Crandorf                                               | Pöhla                                       |         |

## Geschichte

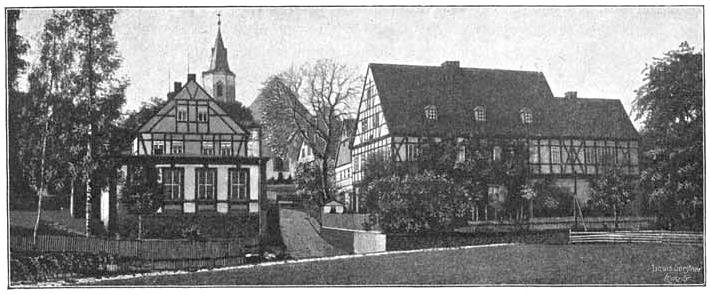
Kirche, Schule und Pfarrhaus um 1900

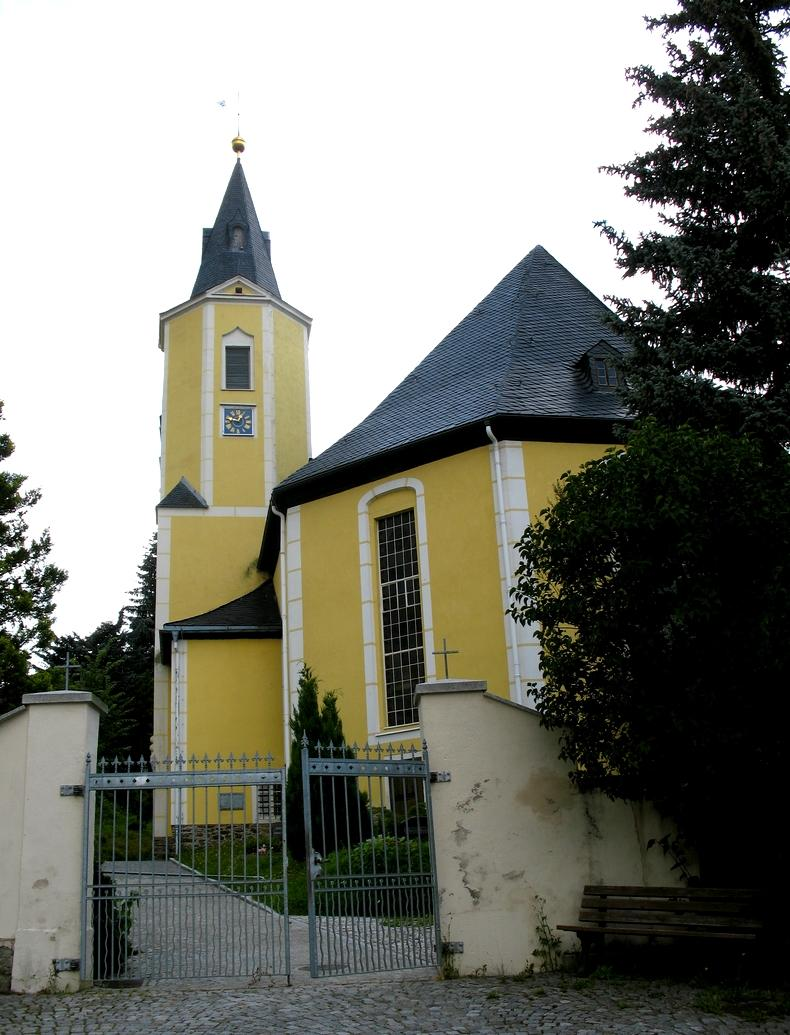
St.-Annen-Kirche

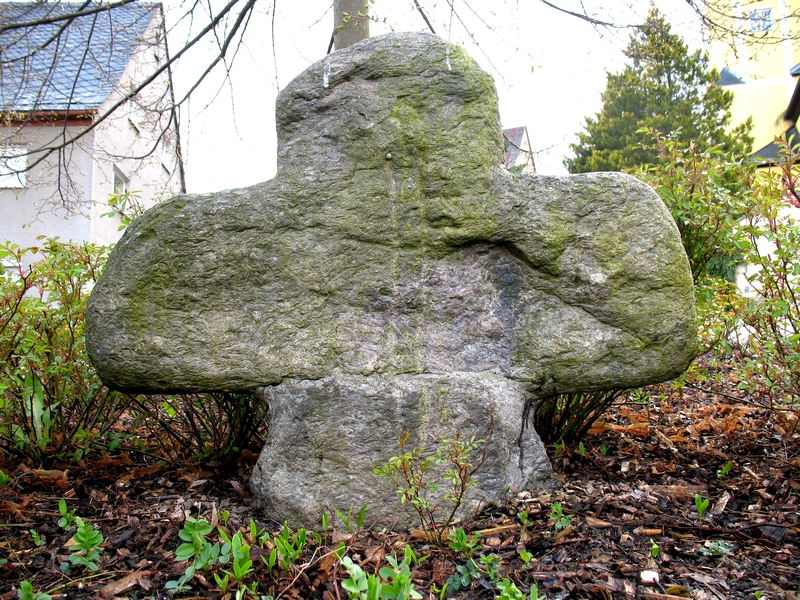
Sühnekreuz auf dem Gottfried-Heinrich-Stölzel-Platz

Über die frühe Geschichte des Ortes ist wenig bekannt. Die erste urkundliche Erwähnung war 1460. Sie zeugt von einer geteilten Siedlung, denn es ist von den Orten Stetel und Grun die Rede. Stetel („Städtlein“) war mit einigen Privilegien ausgestattet, die es eigentlich nur in Städten gab. So waren ein Jahrmarkt, Brau- und Schankrecht sowie eine Fleischbank ausschlaggebend für den Namen des Dorfes. Als „Grun“ („die Grüne“) bezeichnete man jene Häuser, die im Verlaufe der Zeit in Richtung des Nachbardorfes Pöhla gebaut worden waren. Bereits im 16. Jahrhundert werden die beiden Ortsteile zu einer Gemeinde verschmolzen sein. Das Türkensteuerregister aus dem Jahr 1542 nennt nur den Ort Stettel und meint sehr wahrscheinlich bereits beide Orte. Im Verlaufe des Jahrhunderts wechseln sich die Bezeichnungen Dorfstädtel und Grünstädtel ohne Bedeutungsunterschied ab, wobei ersteres den Unterschied zum großen Nachbarn, der Stadt Schwarzenberg herausstellte, sich letzteres aber schließlich durchsetzen konnte.
Zur DDR-Zeit gab es in Grünstädtel das Kinderferienlager „Philipp Müller“ des Volkseigenen Betriebes Bauunion Leipzig.

## Entwicklung der Einwohnerzahl
| Jahr    | Einwohnerzahl                                         |
| ------- | ----------------------------------------------------- |
| 1550/51 | 12 besessene Mann, 1 Häusler, 21 Inwohner, 8 ½ Hufen  |
| 1764    | 17 besessene Mann, 6 Gärtner, 10 Häusler, 3 3/4 Hufen |
| 1834    | 411                                                   |
| 1871    | 494                                                   |
| 1890    | 589                                                   |

| Jahr | Einwohnerzahl |
| ---- | ------------- |
| 1910 | 930           |
| 1925 | 1056          |
| 1939 | 1089          |
| 1946 | 1115          |
| 1950 | 1632          |

| Jahr | Einwohnerzahl |
| ---- | ------------- |
| 1964 | 1101          |
| 1990 | 857           |
| 1995 | 848           |
| 2001 | 947           |

Bis in die zweite Hälfte des 19. Jahrhunderts stieg die Einwohnerzahl von Grünstädtel nur sehr langsam. Ein bedeutender Sprung ist in der Zeit zwischen den 1870er und den 1920er Jahren zu erkennen, als sich die Bevölkerung innerhalb eines halben Jahrhunderts verdoppelte. Im weiteren Verlauf stieg die Zahl der Einwohner nochmals stark an und erreichte ihren Höhepunkt in den 1950er Jahren. Es folgte ein Bevölkerungsrückgang bis etwa 1990. Seither stieg die Einwohnerzahl untypisch für die Region wieder leicht an und bewegt sich momentan um 900. Grünstädtel wurde am 1. Oktober 1995 nach Schwarzenberg eingemeindet.

## Kirche
In katholischer Zeit gehörten Stettel und Grün zur Parochie Schwarzenberg, wobei ersteres 1460 als Filialkirche bezeugt ist, die auch die Einwohner von Grün zum Kirchgang aufgesucht haben werden. 1546 war Grünstädtel eigenständiger Kirchort, in den Breitenbrunn/Erzgeb. (seit 1559 eigene Parochie), Crandorf (seit 1711/12 eigene Parochie) und Pöhla (seit 1929 eigene Parochie) eingepfarrt waren. Die Ursprünge des Kirchgebäudes könnten in jener St.-Annen-Kapelle liegen, die in katholischer Zeit als Zwischenstation für eine in Annaberg startende Wallfahrt gewesen ist. An der Stelle der alten Grünstädtler Kirche, über die nichts weiter bekannt ist, wurde in den Jahren 1723 und 1724 eine neue erbaut, die noch heute zu besichtigen ist.

## Sühnekreuz
Auf dem Gottfried-Heinrich-Stölzel-Platz unterhalb der Kirche befindet sich auf einer kleinen Grünfläche ein Sühnekreuz, auf dessen Vorderseite Reste eines eingeritzten Schwertes zu erkennen sind. Das 82 cm hohe Granulit-Kreuz wurde 1993 von seinem früheren Standpunkt an der heutigen B 101 zum Schutz vor Zerstörung hierher versetzt. Warum das Sühnekreuz errichtet wurde, ist nicht belegt. Nach verschiedenen Überlieferungen gerieten zwei Männer, vielleicht Soldaten, in Streit und einer erschlug den anderen.

## Verkehr
Der Bahnhof Grünstädtel liegt an der Bahnstrecke Annaberg-Buchholz–Schwarzenberg. Hier zweigte früher die Schmalspurbahn Grünstädtel–Oberrittersgrün ab. Seit dem Jahr 2009 wird die Strecke Annaberg-Buchholz-Schwarzenberg an einzelnen Wochenenden im Sommerhalbjahr als Erzgebirgische Aussichtsbahn für den touristischen Ausflugsverkehr genutzt. Verantwortliches Eisenbahnverkehrsunternehmen ist der Verein Sächsischer Eisenbahnfreunde e. V.
Durch Grünstädtel verläuft die Bundesstraße 101.

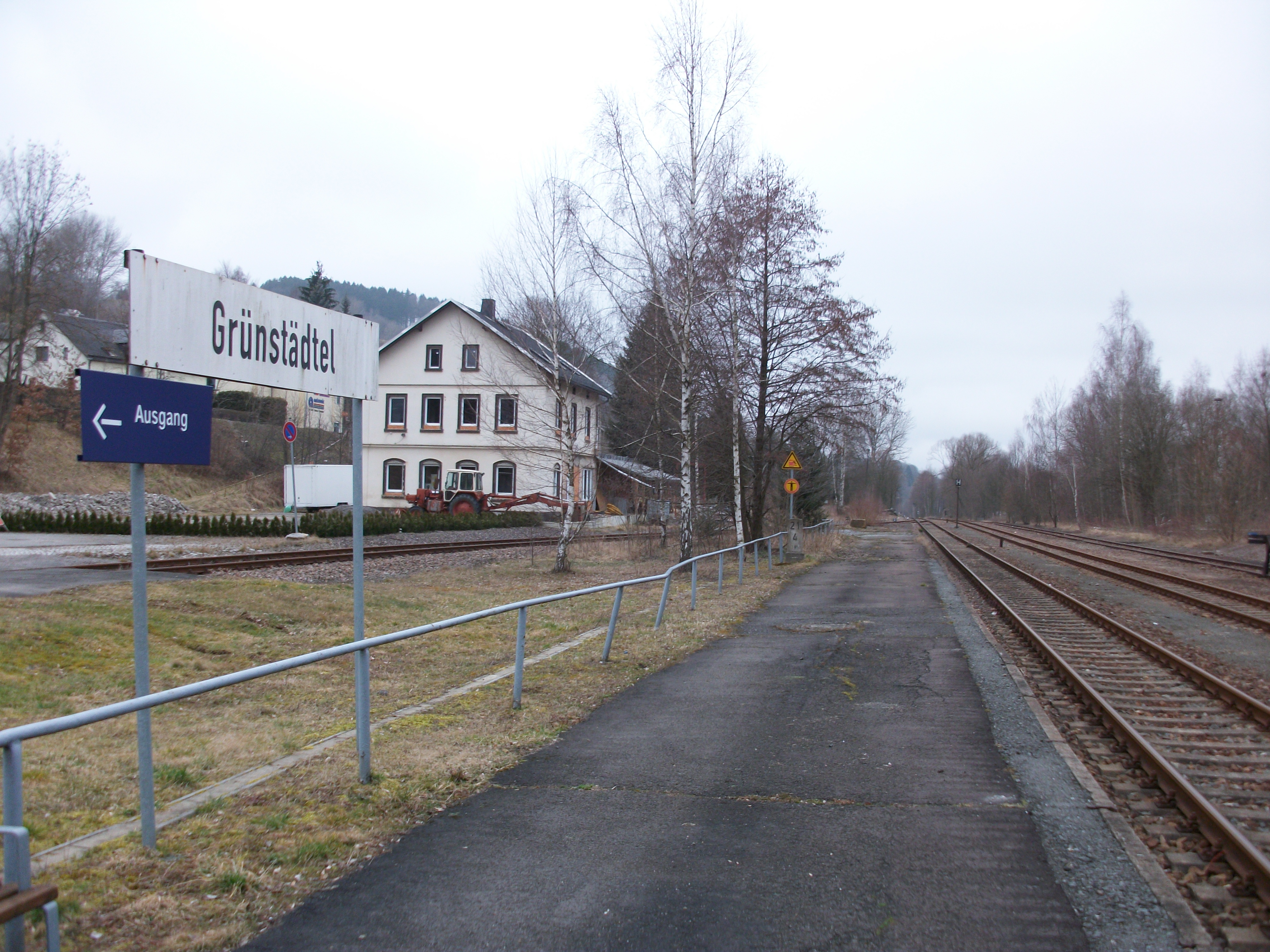
Bahnhof Grünstädtel mit Empfangsgebäude (2016)
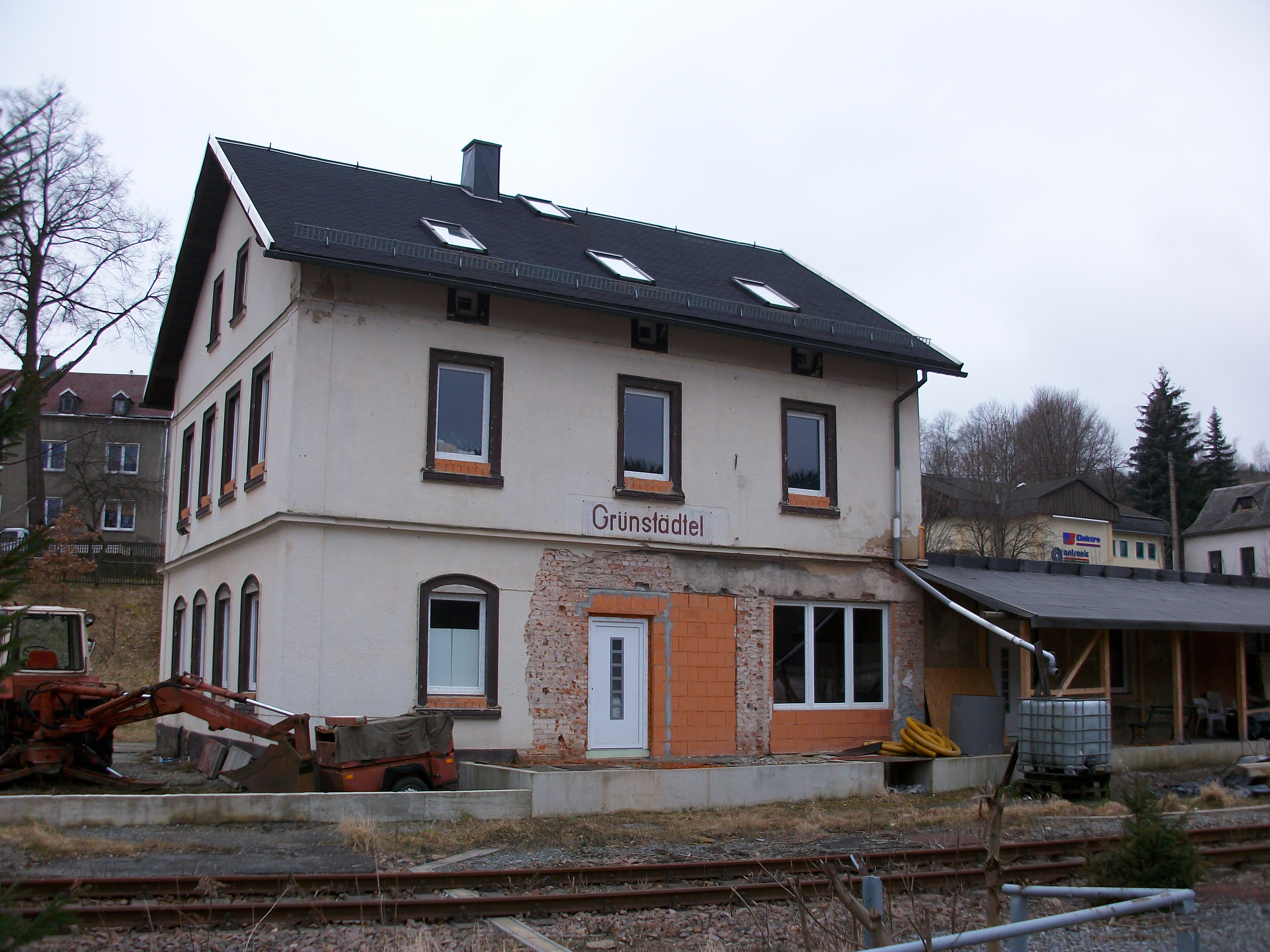
Empfangsgebäude des Bahnhofs Grünstädtel (2016)
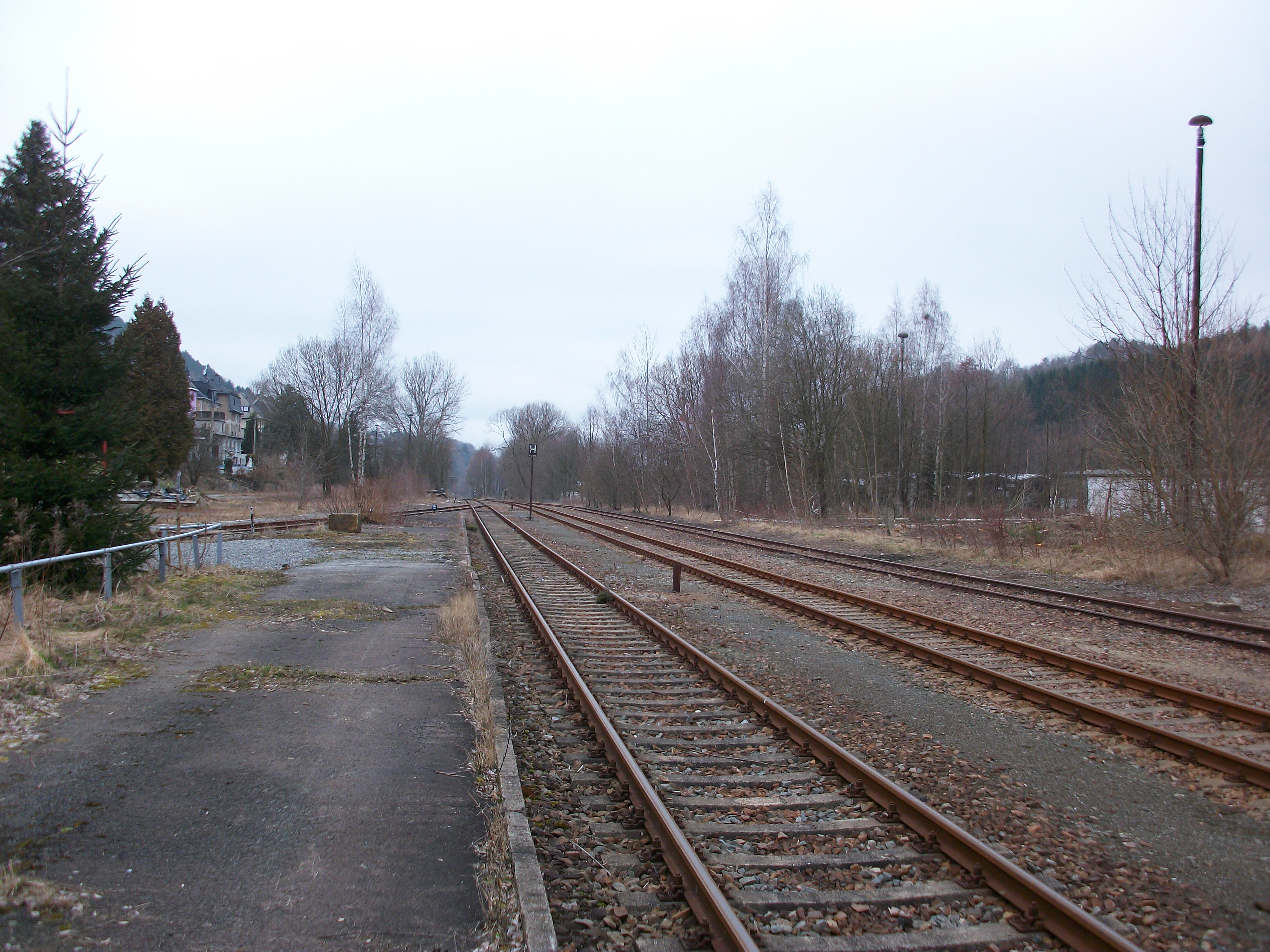
Bahnhof Grünstädtel Richtung Schwarzenberg (2016)
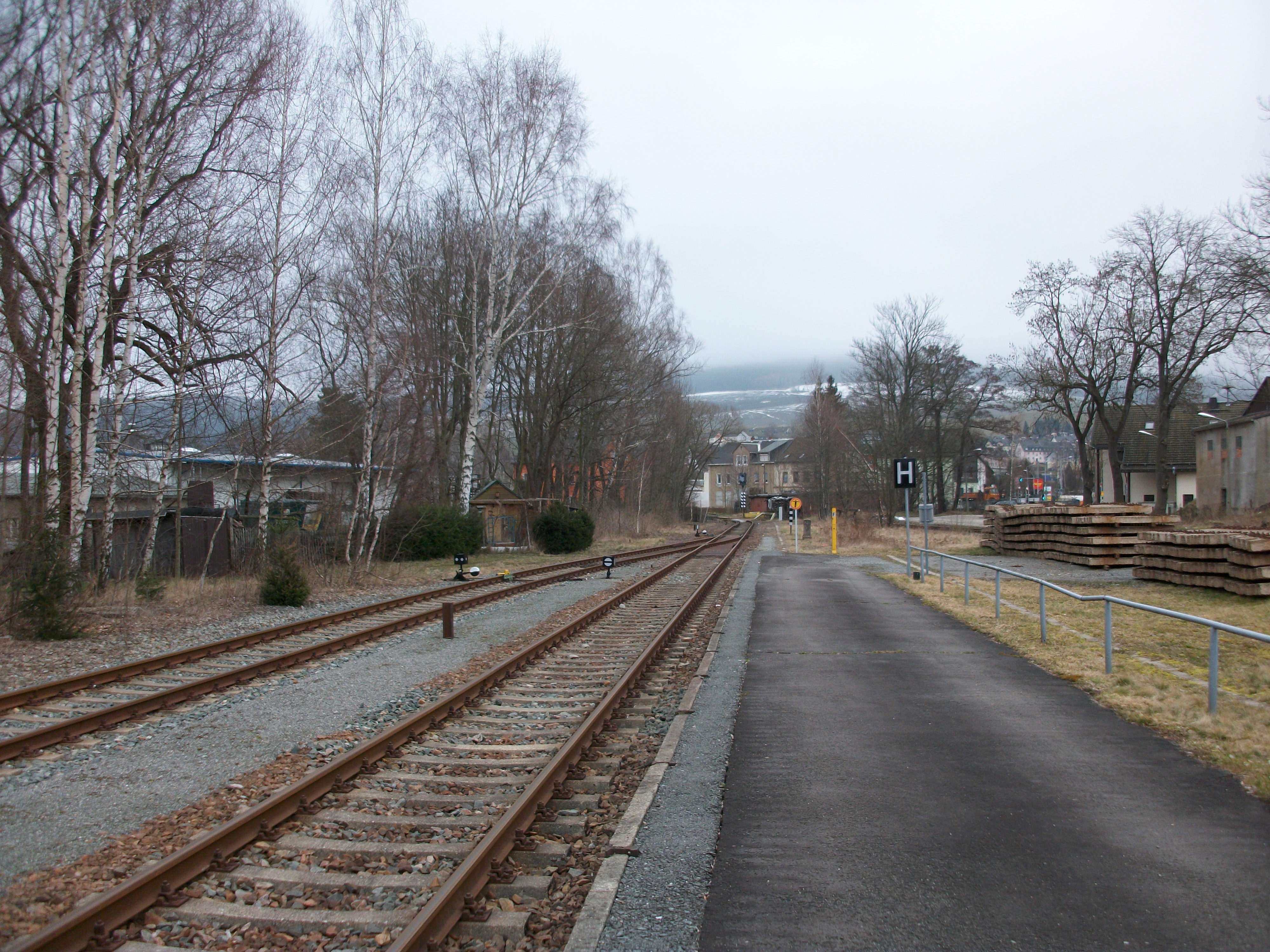
Bahnhof Grünstädtel Richtung Annaberg-Buchholz (2016)

## Persönlichkeiten
Söhne und Töchter des Ortes:
- Gottfried Heinrich Stölzel (1690–1749), Kapellmeister, Komponist und Musiktheoretiker; der Gottfried-Heinrich-Stölzel-Platz ist nach ihm benannt.
- Klaus Hübschmann (1932–1991), Leichtathlet
- Rosemarie Lang (1947–2017), Opernsängerin (Mezzosopran)